# Медаль Исаака Ньютона
Медаль Исаака Ньютона (англ. Isaac Newton medal) — международная награда в области физики, ежегодно с 2008 года присуждаемая британским Институтом физики.
Награды может быть удостоен любой учёный-физик (независимо от его области деятельности, предыдущих достижений и национальной принадлежности) за выдающиеся достижения в области физики. К медали прилагается денежная премия в размере 1000 фунтов стерлингов, а также сертификат. Лауреат может быть приглашён дать лекцию в Институте физики.

## Лауреаты
| Год  | Лауреат                 | Обоснование награды |
| ---- | ----------------------- | --- |
| 2008 | Антон Цайлингер         | «За пионерский концептуальный и экспериментальный вклад в основы квантовой физики, ставший краеугольным камнем быстро развивающейся области квантовой информации» |
| 2009 | Алан Гут                | «За изобретение инфляционной модели Вселенной, осознание того, что инфляция могла бы решить основные проблемы, стоявшие перед стандартной на тот момент времени космологией, а также за проведённое им (совместно с другими) вычисление спектра флуктуаций плотности, породивших структуру во Вселенной» |
| 2010 | Эдвард Виттен           | «За многочисленные глубокие достижения, изменившие границы и преобразившие такие области физики как теория элементарных частиц, квантовая теория поля и общая теория относительности» |
| 2011 | Лео Каданов             | «За создание концептуального инструментария, раскрывающего глубокие следствия масштабной инвариантности для поведения фазовых переходов и динамических систем» |
| 2012 | Мартин Рис              | «За выдающиеся достижения в релятивистской астрофизике и космологии» |
| 2013 | Джон Пендри             | Оригинальный текст (англ.)For his seminal contributions to surface science, disordered systems and photonics |
| 2014 | Дебора Джин             | Оригинальный текст (англ.)For pioneering the field of quantum-degenerate Fermi gases |
| 2015 | Эли Яблонович           | Оригинальный текст (англ.)For his visionary and foundational contributions to photonic nanostructures |
| 2016 | Томас Киббл (посмертно) | Оригинальный текст (англ.)For developing the theory of symmetry-breaking in quantum field theory, which has led to quantitative models for the origin of the masses of elementary particles, together with experimentally verified applications to soliton formation, and models for structure formation in the early universe |
| 2017 | Чарльз Беннетт          | Оригинальный текст (англ.)For his leadership of the Microwave Anisotropy Probe, a satellite experiment that revolutionized cosmology, transforming it from an order-of-magnitude game to a paragon of precision science |
| 2018 | Пол Коркум              | Оригинальный текст (англ.)For his outstanding contributions to experimental physics and to attosecond science – from the femtosecond scale of the motion of atoms within molecules, to the ultimate attosecond scale of the motion of electrons within atoms – and for pioneering work which has led to the first-ever experimental image of a molecular orbital and the first-ever space–time image of an attosecond pulse. Attosecond techniques can freeze the motion of electrons within atoms and molecules, observe quantum mechanical orbitals, and follow chemical reactions |
| 2019 | Майкл Пеппер            | Оригинальный текст (англ.)For the creation of the field of semiconductor nanoelectronics and discovery of new quantum phenomena |
| 2020 | Надер Энгета            | Оригинальный текст (англ.)For groundbreaking innovation and transformative contributions to electromagnetic complex materials and nanoscale optics, and for pioneering development of the fields of near-zero-index metamaterials, and material-inspired analogue computation and optical nanocircuitry. |
| 2021 | Дэвид Дойч              | Оригинальный текст (англ.)For founding the discipline named quantum computation and establishing quantum computation's fundamental idea, now known as the ‘qubit’ or quantum bit. |
| 2022 | Маргарет Марнейн        | Оригинальный текст (англ.)For pioneering and sustained contributions to the development of ultrafast lasers and coherent X-ray sources and the use of such sources to understand the quantum nature of materials. |
| 2023 | Джеймс Бинни            | Оригинальный текст (англ.)For advancing the science of stellar dynamics and using strong physical intuition to widen and deepen our understanding of how galaxies are structured and formed. |
| 2024 | Ричард Френд            | Оригинальный текст (англ.)For pioneering and enduring work on the fundamental electronic properties of molecular semiconductors and in their engineering development. |